# Švábovce
Švábovce este o comună slovacă, aflată în districtul Poprad din regiunea Prešov. Localitatea se află la altitudinea de 676 m deasupra n.m., se întinde pe o suprafață de 9,17 km2 și în 2017 număra 1.538 de locuitori. Se învecinează cu Hozelec și Hôrka.

## Istoric
Localitatea Švábovce este atestată documentar din 1268.

## Demografie
| An:                | 1994 | 2004    | 2014    | 2024    |
| ------------------ | ---- | ------- | ------- | ------- |
| Număr de persoane: | 929  | 1081    | 1431    | 1670    |
| Diferență:         |      | +16,36% | +32,37% | +16,70% |

| An:                | 2023 | 2024   |
| ------------------ | ---- | ------ |
| Număr de persoane: | 1643 | 1670   |
| Diferență:         |      | +1,64% |